# Aïcha Narimène Dahleb
Aïcha Narimène Dahleb, née le 22 décembre 1999, est une karatéka algérienne.

## Carrière
Elle commence la pratique du karaté à l'âge de 14 ans, au sein du club CRB Chéraga. Elle étudie à l'université Youcef Benkhedda Alger 1. Elle est sacrée championne d'Algérie espoirs en 2019 et championne d'Algérie virtuelle universitaire de kata en 2021.
Elle remporte la médaille d'argent en kata par équipe lors des Championnats d'Afrique de karaté 2021 au Caire et la médaille de bronze en kata par équipe lors des Jeux de la solidarité islamique de 2021 à Konya.
Elle est médaillée de bronze en kata individuel et médaillée d'or en kata par équipes aux Championnats d'Afrique de karaté 2022 à Durban.
Elle remporte la médaille d'or en kata individuel aux Jeux africains de plage de 2023 à Hammamet et aux Jeux panarabes de 2023 à Alger.
Elle est médaillée d'or en kata individuel et médaillée d'argent en kata par équipes aux Jeux panarabes de 2023 à Alger. 
Aux championnats d'Afrique 2023 à Casablanca, elle est médaillée d'argent en kata individuel.
En mars 2024, elle est médaillée d'argent en kata individuel et médaillée de bronze en kata par équipes aux Jeux africains à Accra.
Aux championnats d'Afrique 2025 à Abuja, elle est médaillée d'argent en kata individuel.

## Palmarès
| Année | Compétition                     | Lieu       | Résultat | Catégorie        |
| ----- | ------------------------------- | ---------- | -------- | ---------------- |
| 2021  | Championnats d'Afrique          | Le Caire   | 2e       | Kata par équipes |
| 2022  | Jeux de la solidarité islamique | Konya      | 3e       | Kata par équipes |
| 2022  | Championnats d'Afrique          | Durban     | 3e       | Kata individuel  |
| 2022  | Championnats d'Afrique          | Durban     | 1re      | Kata par équipes |
| 2023  | Jeux africains de plage         | Hammamet   | 1re      | Kata individuel  |
| 2023  | Jeux africains de plage         | Hammamet   | 3e       | Kata par équipes |
| 2023  | Jeux panarabes                  | Alger      | 1re      | Kata individuel  |
| 2023  | Jeux panarabes                  | Alger      | 2e       | Kata par équipes |
| 2023  | Championnats d'Afrique          | Casablanca | 2e       | Kata individuel  |
| 2024  | Jeux africains                  | Accra      | 2e       | Kata individuel  |
| 2024  | Jeux africains                  | Accra      | 3e       | Kata par équipes |
| 2025  | Championnats d'Afrique          | Abuja      | 2e       | Kata individuel  |